# 塞雷斯科 (內布拉斯加州)
塞雷斯科（英語：Ceresco）是位於美國內布拉斯加州桑德斯縣的村。

## 人口
根據2020年美國人口普查的數據，塞雷斯科的面積為1.16平方千米，皆為陸地。當地共有人口919人，而人口密度為每平方千米792人。